# روخيليو أورتيغا مارتينيز
روخيليو أورتيغا مارتينيز (بالإسبانية: Rogelio Ortega Martínez)‏ هو سياسي مكسيكي، ولد في 26 يوليو 1955 في المكسيك. حزبياً، نشط في حزب الثورة الديمقراطية.